# Casa Mainella
Casa Mainella, nota anche con il nome di Palazzina Marioni, è un edificio veneziano affacciato sul Canal Grande tra Palazzo Loredan dell'Ambasciatore e Palazzo Contarini Corfù e sul Rio di San Trovaso.

## Storia
Fu edificato nel 1858 sul luogo dove un tempo era collocato un giardino di pertinenza dell'attiguo Palazzo Loredan dell'Ambasciatore.

## Descrizione
È un edificio basso, leggermente rientrato, contraddistinto da un'architettura atipica per la sua recente edificazione: risale al 1858. Fu progettato dall'architetto Ludovico Cadorin, che si ispirò a uno stile eclettico rivisitato seguendo gli stilemi della tradizione lombardesca e  codussiana, in voga a Venezia durante il periodo di transizione tra arte gotica e arte rinascimentale.
La facciata presenta un gran numero di elementi decorativi in cotto e pietra bianca ma contemporaneamente la sua forometria appare limitata: i piani nobili sono ciascuno caratterizzato da una trifora e da sei monofore, ma nessun elemento appare come di grande pregio architettonico.
La facciata posteriore, priva di interesse architettonico, si apre su un romantico giardino un tempo facente parte dell'ampio parco pertinente al vicino Palazzo Loredan dell'Ambasciatore.